# Provinz Kalinga
Koordinaten: 17° 45′ N, 121° 12′ O
Kalinga ist eine landumschlossene philippinische Provinz in der Administrativen Region Cordillera auf der Insel Luzon.
Sie hat 212.680 Einwohner (Zensus 2015) und eine Fläche von 3.164,3 km². Hauptort ist Tabuk City. Der Balbalasang-Balbalan-Nationalpark liegt im Nordwesten der Provinz. Im Uhrzeigersinn grenzt sie an die Provinzen Mountain Province im Süden, Abra im Westen, Apayao im Norden, Cagayan im Nordosten und Isabela im Osten. Die Provinz liegt im östlichen zentralen Sektor der Cordillera Central.
Kalinga entstand im Jahr 1995 durch Teilung der vorherigen Provinz Kalinga-Apayao in die zwei neuen Provinzen Kalinga und Apayao. Der frühere philippinische Diktator Ferdinand Marcos hat während seiner Herrschaft über Jahre hinweg die Grenzen von Kalinga-Apayao immer wieder geändert, um sie im Rahmen eines Personenkults schrittweise so zu verändern, dass die Provinz auf einer Karte der Silhouette seines eigenen Kopfes ähnelt, wobei der Blick auf seine Heimatprovinz Ilocos Norte gerichtet sein sollte. Bei Marcos’ Sturz 1986 war dieses Vorhaben noch nicht abgeschlossen.

Kalinga ist ein Wort aus der Sprache der Provinz und bedeutet „Kopfjäger“.

## Städte und Stadtgemeinden
Städte:
- Tabuk City

Stadtgemeinden:
- Balbalan
- Lubuagan
- Pasil
- Pinukpuk
- Rizal
- Tanudan
- Tinglayan